# Nick Brimble
Nicholas Brimble (* 22. Juli 1944 in Bristol, England) ist ein britischer Schauspieler.

## Leben
Brimble besuchte die Grammar School in Bristol. Er begann seine Karriere 1970 mit einer Gastrolle in einer britischen Fernsehserie und hatte im Jahr darauf auch eine erste kleine Nebenrolle im Horrorfilm Nur Vampire küssen blutig. In den folgenden Jahren hatte er Gastrollen in verschiedenen erfolgreichen britischen Serienformaten wie Mondbasis Alpha 1, Die Füchse und Die Profis. Auch in den 1980er Jahren spielte er in Serien und hatte kleinere Spielfilmrollen. Seine bekannteste Rolle hatte er als John Little neben Kevin Costner in Robin Hood – König der Diebe. In jüngerer Vergangenheit wirkte er auch in einer deutschen Produktion mit, in dem Film Hui Buh als Adolar beziehungsweise Daalor den Antagonisten.

## Filmografie (Auswahl)
- 1971: Nur Vampire küssen blutig (Lust for a Vampire)
- 1974: Z Cars (Fernsehserie, 2 Episoden)
- 1976: Mondbasis Alpha 1 (Space: 1999) (Fernsehserie, Episode 2x01)
- 1975–1978: Die Füchse (The Sweeney) (Fernsehserie, 3 Episoden)
- 1978–1983: Die Profis (The Professionals) (Fernsehserie, 2 Episoden)
- 1979: Yanks – Gestern waren wir noch Fremde (Yanks)
- 1981: Blake’s 7
- 1982: Das Kommando (Who Dares Wins)
- 1984: Sheena – Königin des Dschungels (Sheena)
- 1984: Robin Hood (Robin of Sherwood) (Fernsehserie, Episode 2x05)
- 1985, 1986: Dempsey & Makepeace (Fernsehserie, 2 Episoden)
- 1985: Wölfe jagen nie allein (Hitler’s S.S.: Portrait in Evil)
- 1987–1989: Crossbow (Fernsehserie, 27 Episoden)
- 1988–2007: The Bill (Fernsehserie, 6 Episoden)
- 1990: Roger Cormans Frankenstein
- 1991: Robin Hood – König der Diebe (Robin Hood: Prince of Thieves)
- 1992: Das Jahr des Kometen (Year of the Comet)
- Nessie- das Geheimniss von Loch Ness
- 1997: Der 100.000 $ Fisch (Gone Fishin’)
- 1998–2005: Heartbeat (Fernsehserie, 2 Episoden)
- 1999: Die Festung II: Die Rückkehr (Fortress 2)
- 2000: Du lebst noch 7 Tage (Seven Days to Live)
- 2000: The Calling
- 2001: Ritter aus Leidenschaft (A Knight’s Tale)
- 2003: Mord auf Seite eins (State of the Play, Fernsehsechsteiler, 1 Episode)
- 2003, 2016: Doctors (Fernsehserie, 2 Episoden)
- 2004: Out of Reach
- 2005: Submerged
- 2006: Hui Buh – Das Schlossgespenst
- 2006: Emmerdale (Fernsehserie, 27 Episoden)
- 2007: Gerichtsmediziner Dr. Leo Dalton (Silent Witness) (Fernsehserie, 2 Episoden)
- 2007: New Tricks – Die Krimispezialisten (New Tricks, Fernsehserie, 1 Episode)
- 2011: Inspector Barnaby (Midsomer Murders) (Fernsehserie, Episode 14x02)
- 2013: Law & Order: UK (Fernsehserie, 1 Episode)
- 2014–2021: Grantchester (Fernsehserie, 18 Episoden)